# カラヒ

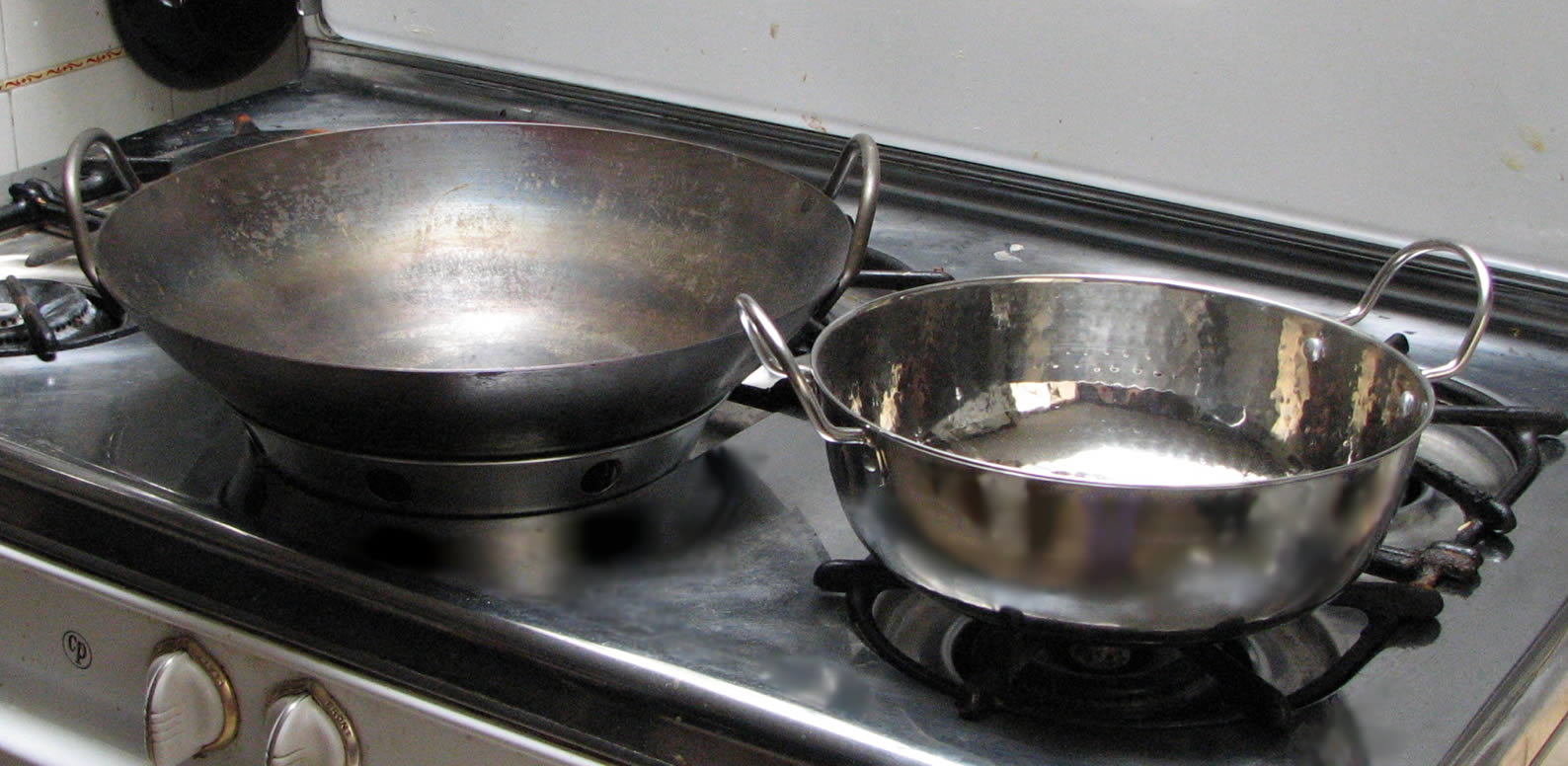
中華鍋が洋風ストーブのカラヒの隣に置かれている。平底のカラヒ（右）は通常のバーナーカバーの上にあり、丸底の中華鍋は中華鍋リングでバランスが取れていることに注意。カラヒの持ち手はループ状の丸いものが多い。

カラヒ([kəˈraɪ];  ベンガル語: কড়াই, ラテン文字転写: koṛāi, ヒンディー語: कड़ाही, ラテン文字転写: kaṛāhī, ウルドゥー語: کڑاہی または kadai, kerahi, karai, kadhi, kadahi, kadhai sarai,or cheena chatti) は 南アジアで生まれた、厚くて円形の深い（中華鍋に似た形の）鍋の一種である。パキスタン、インド、アフガニスタン、バングラデシュ、ネパールなどの料理で使用されている。 伝統的に軟鋼板からプレス成形されたり錬鉄で作られたカラヒは、側面が急な中華鍋のように見える。今日ではステンレス鋼、銅などの材料でも作られ、焦げ付き防止の表面処理がされたりもされ、丸底及び平底の両方が作られている。

## 歴史
カラヒまたはカダイはラーマーヤナやスシュルム・サヒータで言及されているプラークリット語のKatahaにさかのぼる。カラヒ器はヴェーダで最初にbharjanapatraとして言及された。 

## 使い方

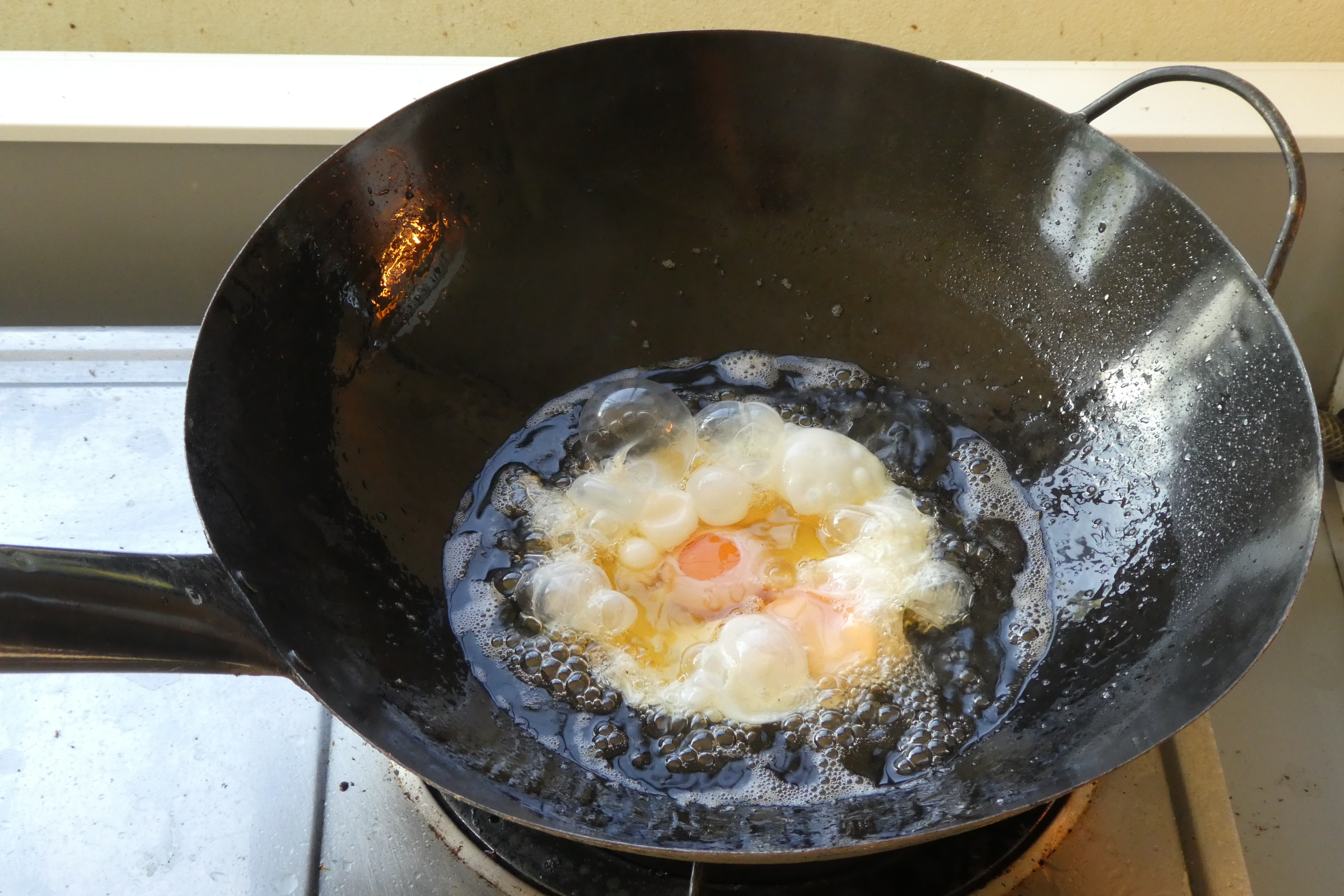
卵をカダイで揚げたもの

カラヒは肉、ジャガイモ、菓子、サモサのようなスナックや魚などを軽く揚げたりしっかり揚げたりするのに使用されるとともにパーパドでも使われるが、シチューやポソラの煮物で最も有名で 、調理器具にちなんでカラヒ料理と呼ばれることがよくある。 

## カラヒ料理

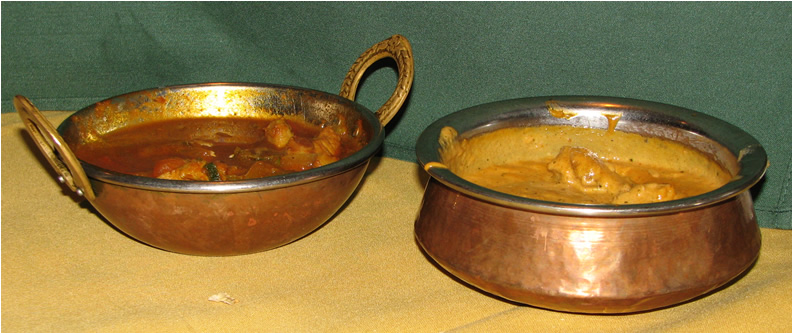
南アジアで料理を提供するために使用された、装飾的な小さな銅メッキのカラヒ （左）とハンディ （右）

カラヒで煮込んだシチューには、チキンカラヒ、ビーフカラヒ、マトンカラヒ（通常は山羊の肉で作られるが、南アジアのマトンという言葉の使用法を反映している）、ダンバカラヒ（ラムで作られる）とカラヒ・パニール（ベジタリアン料理）などがある。カラヒは、トマトとグリーンチリをベースにして調理されたもので、パキスタン料理で人気のある深夜の食事で、通常はキログラムで注文され、ナンとともに消費される。バルティスターンの料理をベースにしたバルチ、また別のカラヒで調理される料理の一種である。
ひっくり返したカラヒはルーマリ・ロティを調理するのにつかわれる。 